# Efferia rufipes
Efferia rufipes är en tvåvingeart som först beskrevs av Macquart 1838.  Efferia rufipes ingår i släktet Efferia och familjen rovflugor. Inga underarter finns listade i Catalogue of Life.